# San Michele Maggiore

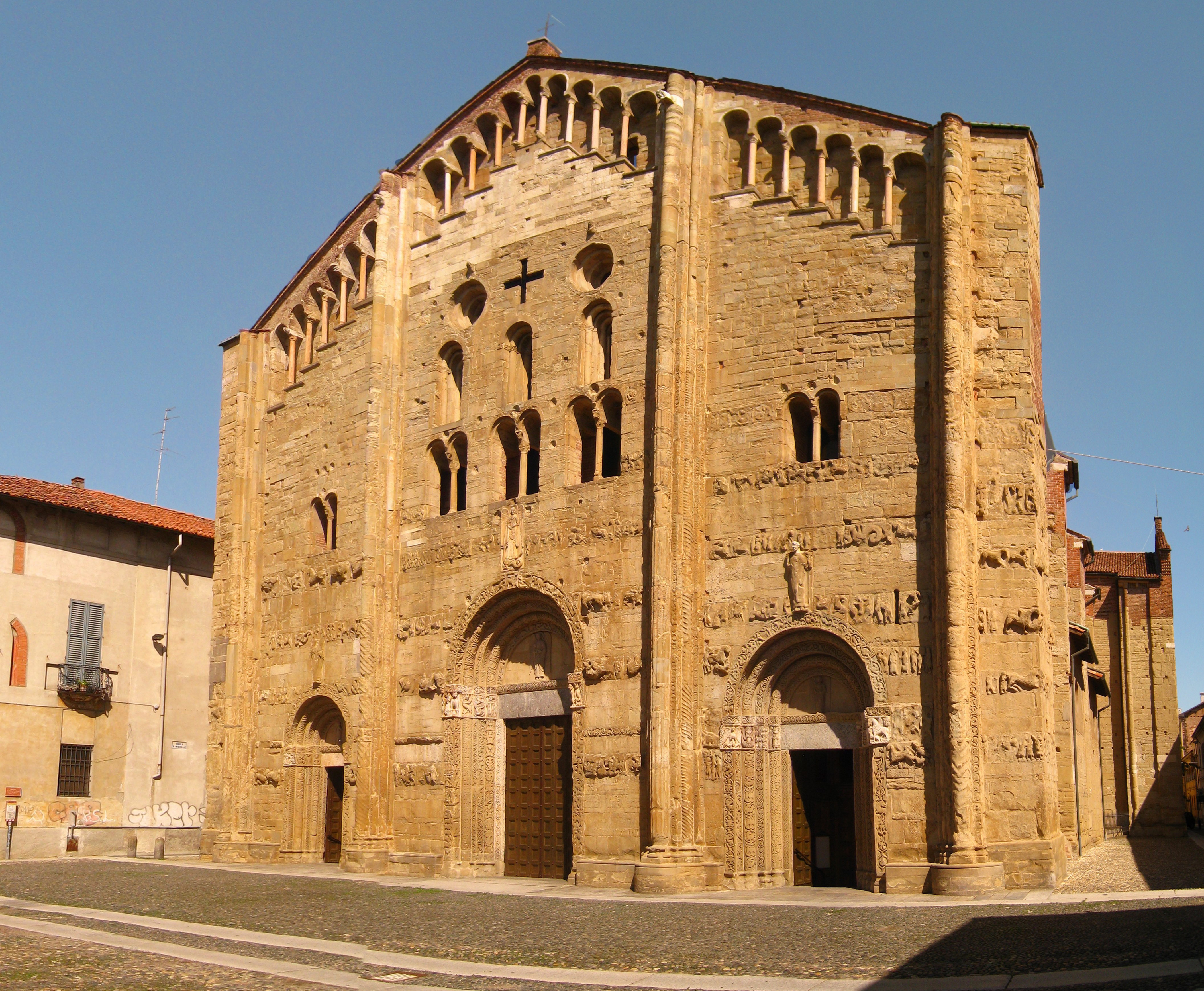
Pavia, Chiesa di San Michele, Fassade mit Zwerggalerie

Die Kirche San Michele Maggiore in der norditalienischen Stadt Pavia ist architektonisch eine Basilika und ein Schlüsselwerk der romanischen Entwicklung des lombardischen Baustils.

## Geschichte
Archäologische Funde, wie das Silberbesteck von Ostgoten, das 1968 an dieser Stelle gefunden wurde, deuten darauf hin, dass sich dort möglicherweise eine frühchristliche Basilika aus dem 5. Jahrhundert befand. Das Silberbesteck ist heute in den Städtischen Museen von Pavia erhalten. Zwischen 662 und 671 wurde auf Wunsch von langobardischen König Grimoald eine Kirche gebaut. Es ist dem heiligen Michael gewidmet und wurde an der Stelle der lombardischen Schlosskapelle erbaut. Diese Kirche wurde 1004 durch einen Brand zerstört und nur der untere Teil des Glockenturms stammt aus dem 7. Jahrhundert. Der Bau der heutigen Krypta, des Chores und des Querschiffs wurde Ende des 11. Jahrhunderts begonnen und 1130 abgeschlossen. Die Gewölbe des Kirchenschiffs, ursprünglich mit zwei grob quadratischen Kreuzgewölben, wurden 1489 durch den Entwurf des Meisterarchitekten Agostino de Candia in vier rechteckigen Spannweiten ersetzt, und das Bauwerk wurde von seinem Vater, dem berühmten Steinmetz Iacopo da Candia, geschaffen.
Die Basilika war Sitz zahlreicher wichtiger Ereignisse, darunter die Krönungen von Berengar I. (888), Wido von Spoleto (889), Ludwig der Blinde (900), Rudolf II. (922), Hugo I. (926), Berengar II. und seinem Sohn Adalbert II. (950), Arduin von Ivrea (1002), Heinrich II. (1004) und Friedrich I. (1155).

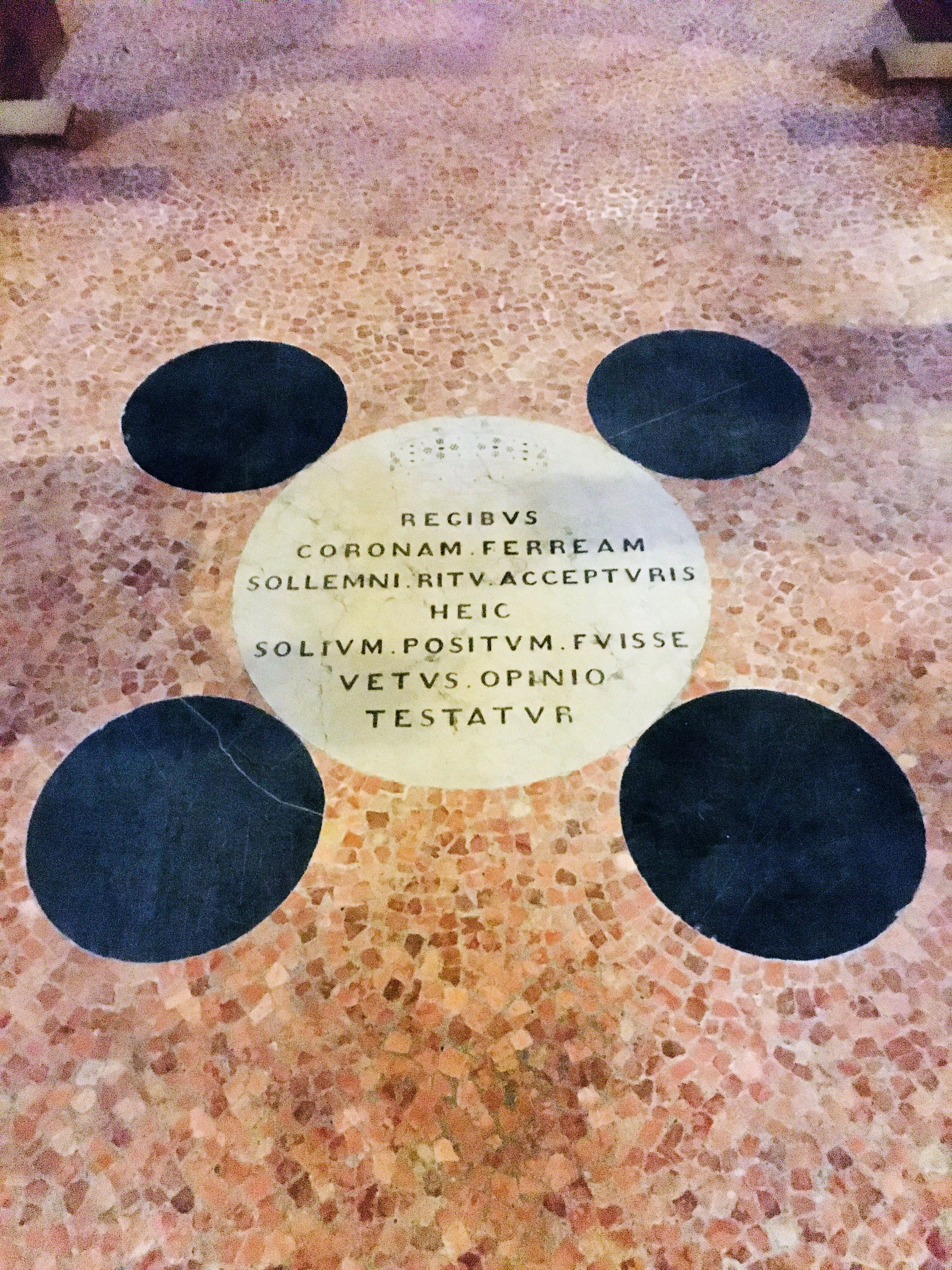
Die fünf Steine, die bereits in den Honorantiae civitatis Papiae (zirka 1020) erwähnt wurden, wurden während der Krönungen auf den Thron gesetzt. Die Schrift und die Darstellung der Eiserne Krone im Mittelstein wurden im 19. Jahrhundert hinzugefügt.

Im Laufe der Jahrhunderte fanden in der Basilika weitere prächtige Zeremonien und Krönungen statt, wie im Februar 1397, als Gian Galeazzo Visconti im Oktober 1396 das Diplom des Kaisers Wenzel feiern wollte, mit dem das Nachfolgesystem des Herzogtums Mailand geregelt wurde, Die Grafschaft Pavia wurde auf der Grundlage der männlichen Primogenitur geschaffen, die ausschließlich dem Thronfolger vorbehalten war. Bei dieser Gelegenheit ließ der Herr die Zeremonie feiern, indem er den Modellen der frühmittelalterlichen Krönungen nachging: Tatsächlich wurde er vom Bischof und den Aristokraten der Stadt außerhalb der Mauern begrüßt und mit den herzoglichen und comitalen Insignien, Er erreichte die Basilika in einer Prozession, wo eine feierliche Messe gefeiert wurde, auf die Ritterturniere und Bankette folgten.
Als Hommage an die königlichen Vorrechte der Basilika ordnete der erste Herzog von Mailand, Gian Galeazzo Visconti, an, dass sein Körper nach seinem Tod in der Certosa di Pavia begraben werden sollte, während sein Herz in der Basilika von San Michele aufbewahrt werden sollte.
Bei der Apostolischen Visitation von Angelo Peruzzi im Jahr 1576 zählte die Basilika zwölf Kanoniker und sieben Kapläne (während die Gemeindemitglieder etwa 800 waren), die 1769 auf 30 Priester und sechs Kleriker anstiegen (aufgeteilt zwischen der Basilika und den Nebenkirchen San Marino, San Giovanni in Borgo, San Pietro in Vincoli, San Luca, Sant'Antonio und den Oratorien des Ortes Pio delle Konvertiten, San Simone, Santa Maria Assunta). In denselben Jahren wuchs auch die Zahl der Gemeindemitglieder: 1807 waren es 4.800, 1845 waren es 5.250.
Bei einigen Arbeiten, die 1968 in der Basilika durchgeführt wurden, wurden unter einem Grab aus dem 11. und 12. Jahrhundert wertvolle Silberartefakte der ostgotischen Herstellung gefunden, die heute in den Stadtmuseen von Pavia aufbewahrt werden. Dies sind Objekte, Teller, ein Löffel und ein Fragment eines Bechers, nicht-liturgisch und wahrscheinlich vor dem zehnten Jahrhundert versteckt, vielleicht Teil der ursprünglichen Schatzkammer der Basilika.
Einige archäologische Ausgrabungen, die 2018/2019 in der Basilika durchgeführt wurden, haben Überreste mittelalterlicher Gebäude ans Licht gebracht, die wahrscheinlich auf den Königspalast zurückzuführen sind.

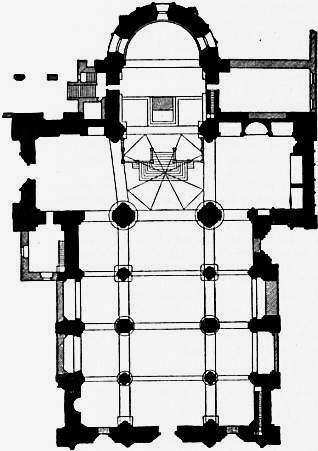
Grundriss

## Bauwerk
San Michele wird als der Prototyp zahlreicher mittelalterlicher Kirchenbauten der Region angesehen. Während vorher der lombardische Baustil nach Norden abgefärbt hatte, übernahm die Architektur Norditaliens gegen Ende des 11. Jahrhunderts einige Anleihen von jenseits der Alpen. Dazu gehörte die Vierung. Gewölbedecken waren eigentlich ein römisches Erbe, aber bis dahin bei Kirchen, mit Ausnahme von Rundbauten, unüblich. Allerdings hatten auch nördlich der Alpen bis zum Ende der Romanik die meisten Kirchen flache Decken oder offene Dachstühle. Die Westfassaden blieben in Italien aber weiterhin turmlos. Diese glatte Fassadenfläche wurde nun mit Mitteln gestaltet, die teilweise wiederum aus dem Norden stammten: die Dreiportalanlage aus Frankreich und die Zwerggalerie aus Deutschland.
Im Gegensatz zu den anderen Kirchen der Stadt sind Kernmauern und Verzierungen aus einem recht brüchigen Sandstein und nicht aus Backstein.

### Gebäudestruktur
Der Grundriss der Kirche hat die Form eines lateinischen Kreuzes, da die Querhausarme über die Seitenschiffe hinausragen.
Hauptschiff, Seitenschiffe und Chorjoch des Langhauses haben Kreuzgewölbe, die Querschiffsarme Tonnengewölbe.
Die Kreuzgewölbe der Romanik waren eine mutige Neuerung, mussten aber im späten 15. Jahrhundert wegen Einsturzgefahr durch neue Gewölbe ersetzt werden. Dabei wurden auch einige Pfeiler verstärkt.
Über der Vierung erhebt sich ein achteckiges Turmgeschoss mit Kuppel. Der nördliche Querschiffsgiebel hat ein Eingangsportal, der südliche ist innen eine Altarwand.

### Westfassade
Der heutige Zustand der Fassade und besonders ihrer bedeutenden Reliefs ist desolat. Ihr Verfall ist sehr weit fortgeschritten, obwohl man hier schon in den 1960er Jahren versucht hatte, ihn zu stoppen. Der Sandstein ist empfindlich gegen Witterungs- und Umweltschäden.

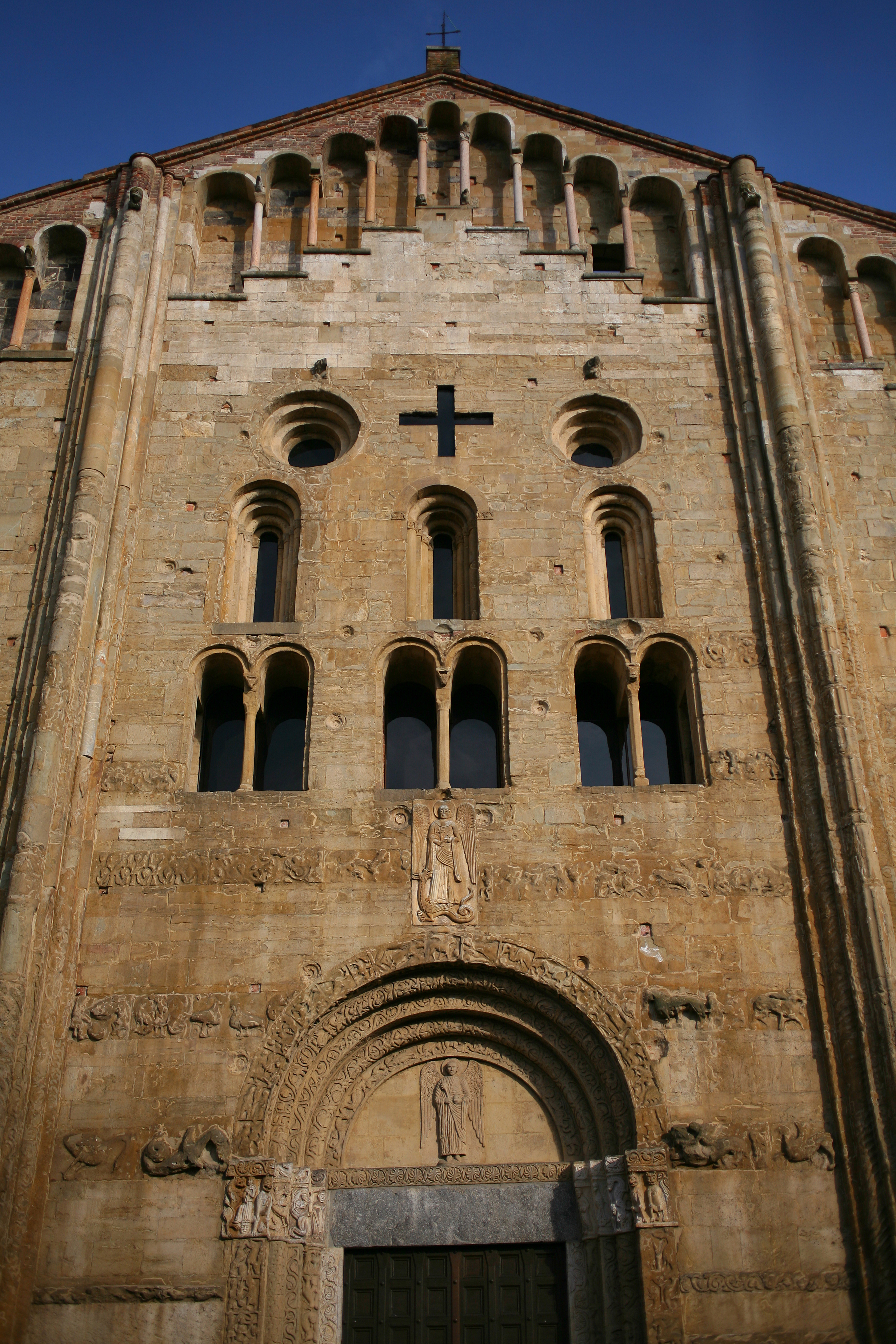
Detail der Fassade.
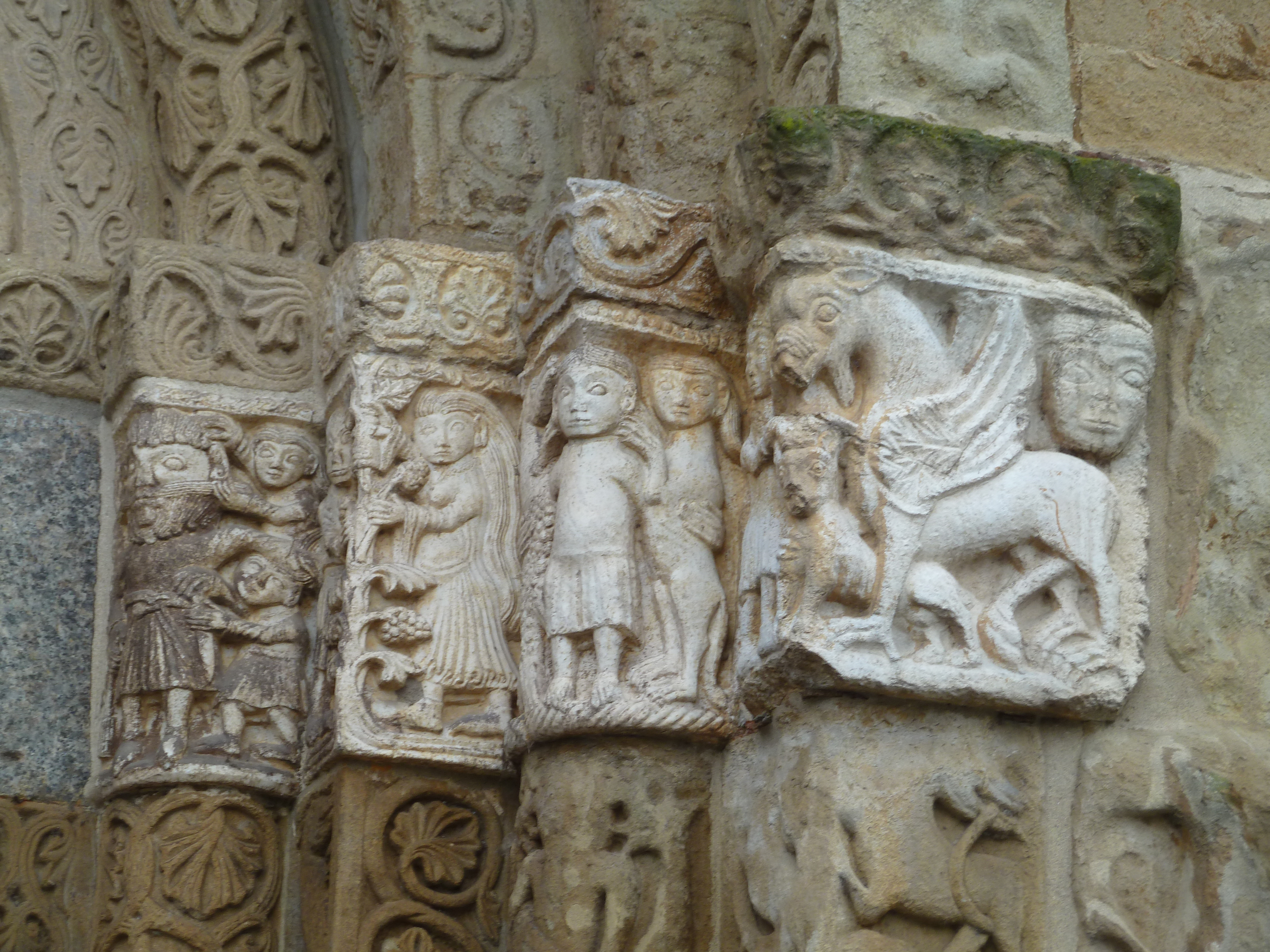
Detail eines der Kapitelle des Portals.
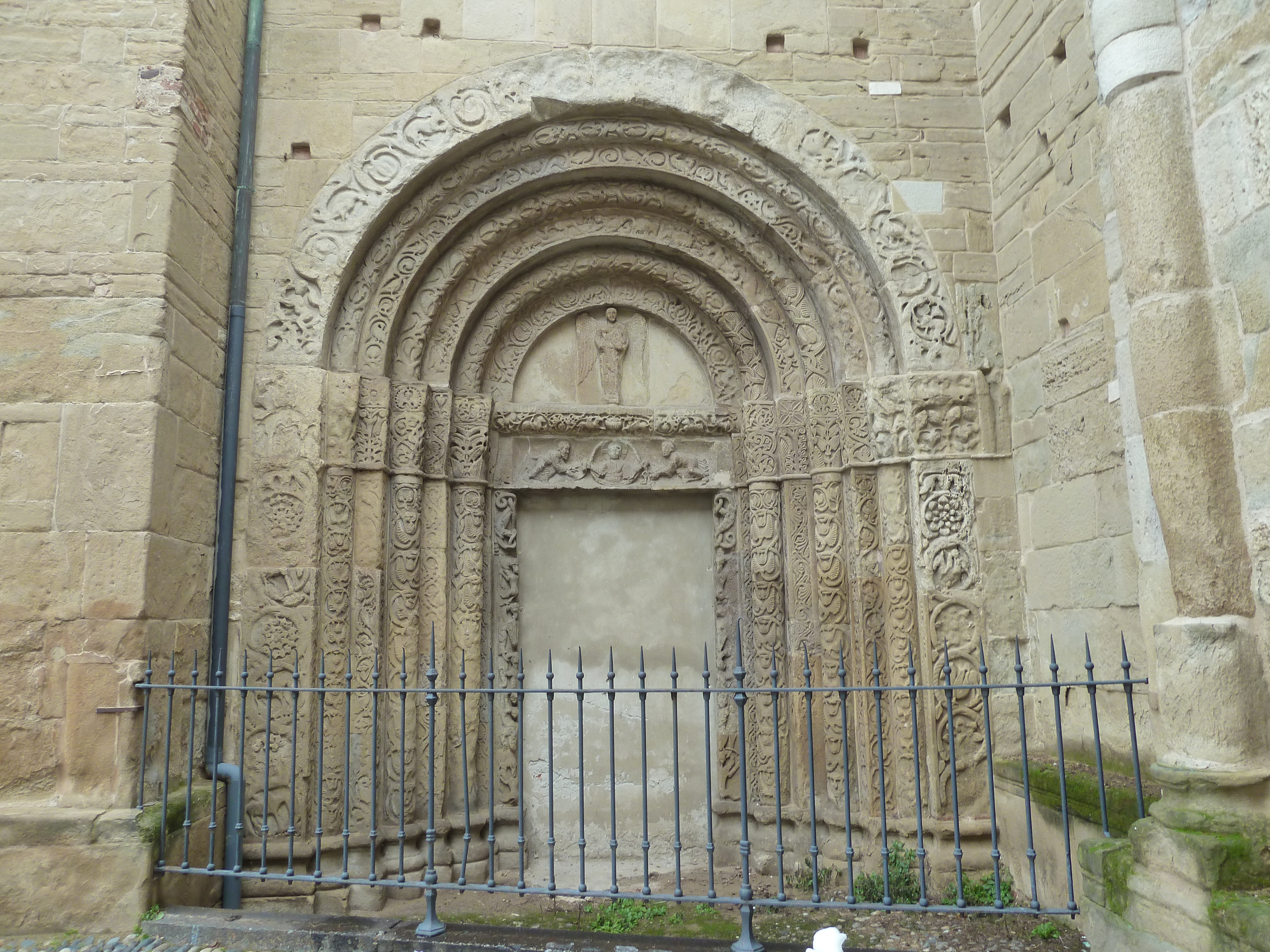
Die Porta Speciosa.
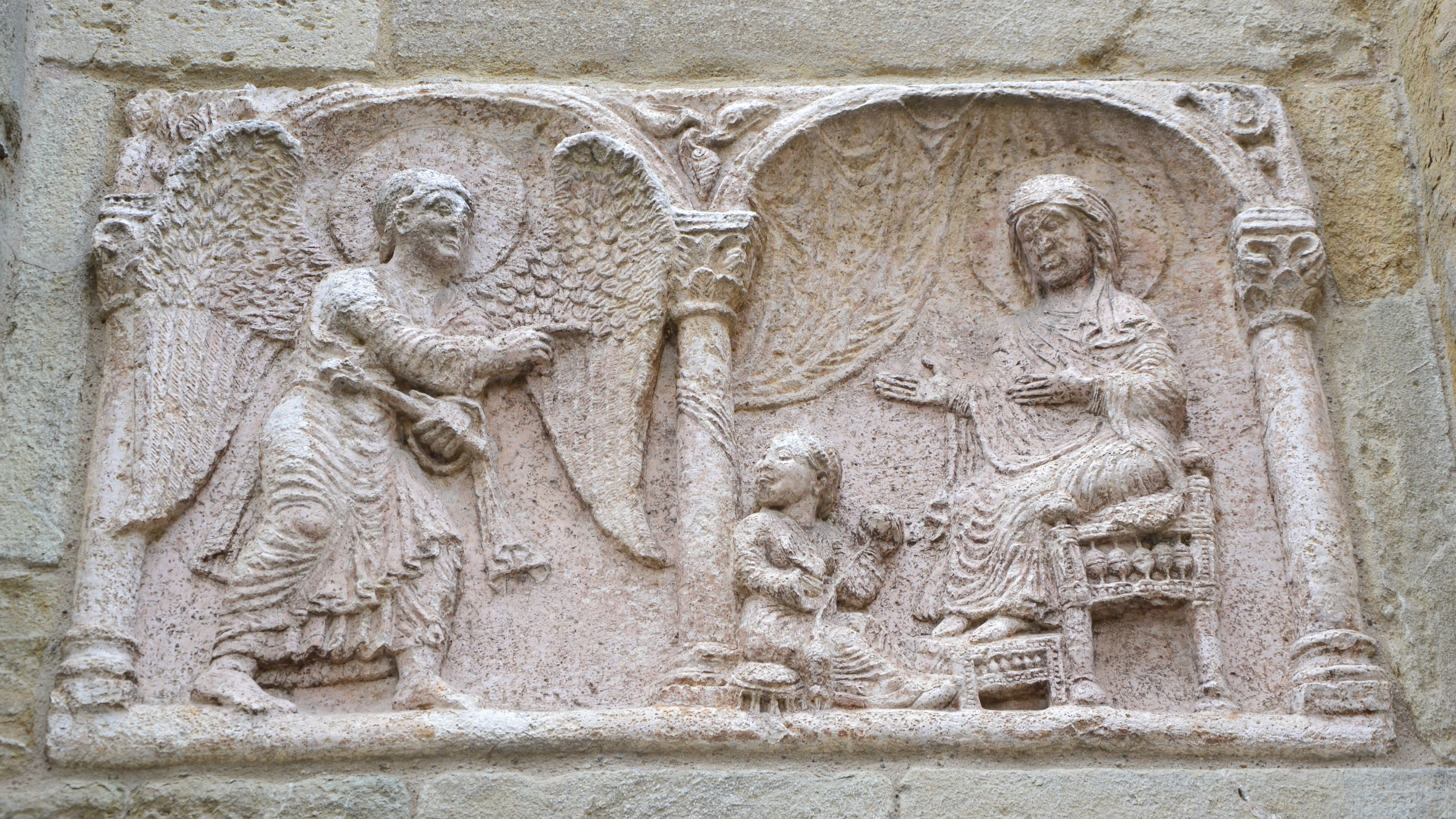
Verkündigung des Herrn, 12. Jahrhundert, Außenfassade des südlichen Querschiffs.

#### Die Zwerggalerie
Die Zwerggalerie verläuft hier direkt unter der Dachschräge des Westgiebels. Die Zwerggalerie ist ein wichtiges Element in der romanischen Architektur. Sie trat zum ersten Mal um 1050 an der Westfassade des Trierer Domes auf. Die Zwerggalerie ansteigend unter die Giebelschräge zu setzen, ist die kreative Neuerung bei San Michele Maggiore und sollte für norditalienische Giebel typisch werden, ist südlich der Alpen wegen der üblicherweise geringeren Dachneigungen passender als nördlich. Waagerechte Säulengalerien wurden aber auch beliebt in Italien und konnten zu mehreren übereinander große Teile von Wänden bedecken, besonders dekorativ an den Fassaden von Santa Maria della Pieve in Arezzo, beim Dom zu Pisa am Westgiebel und am Schiefen Turm.

#### Wandpfeiler
Ein weiteres auffälliges Element dieser Fassade sind die Bündelpfeiler. Bündelpfeiler hat diese Kirche auch im Inneren, wo sie den Druck des Gewölbes aufnehmen. Dort aber sind sie ein Nachtrag aus dem späten 15. Jahrhundert. In der ersten Hälfte des 11. Jahrhunderts waren sie auch nördlich der Alpen noch nicht üblich. Weitergehende Interpretationen bedürfen daher einer Absicherung durch eine Überprüfung der Datierung.

#### Flechtornamente
Nicht nur als Ausdruck „langobardischer Schmuckfreudigkeit“ werden die Flechtornamente gesehen. Sie finden sich an den mächtigen Diensten und in den waagerechten Reliefbändern an den Portalen. Diese sollen in ihrer Bedeutung auch eine Abwehrfunktion besitzen.

#### Das Innere der Basilika
Im Querschiff befindet sich ein silbernes Kruzifix, etwas mehr als 2 m hoch und von der Äbtissin des Klosters Santa Maria Teodote Raingarda zwischen 963 und 965 in Auftrag gegeben, die nach der Auflösung des Klosters im Jahre 1799 in die Basilika San Michele gelangte. Im Inneren der Kirche befindet sich auch eine Holzkrippe, die 1473 von Baldino da Surso geschnitzt wurde.

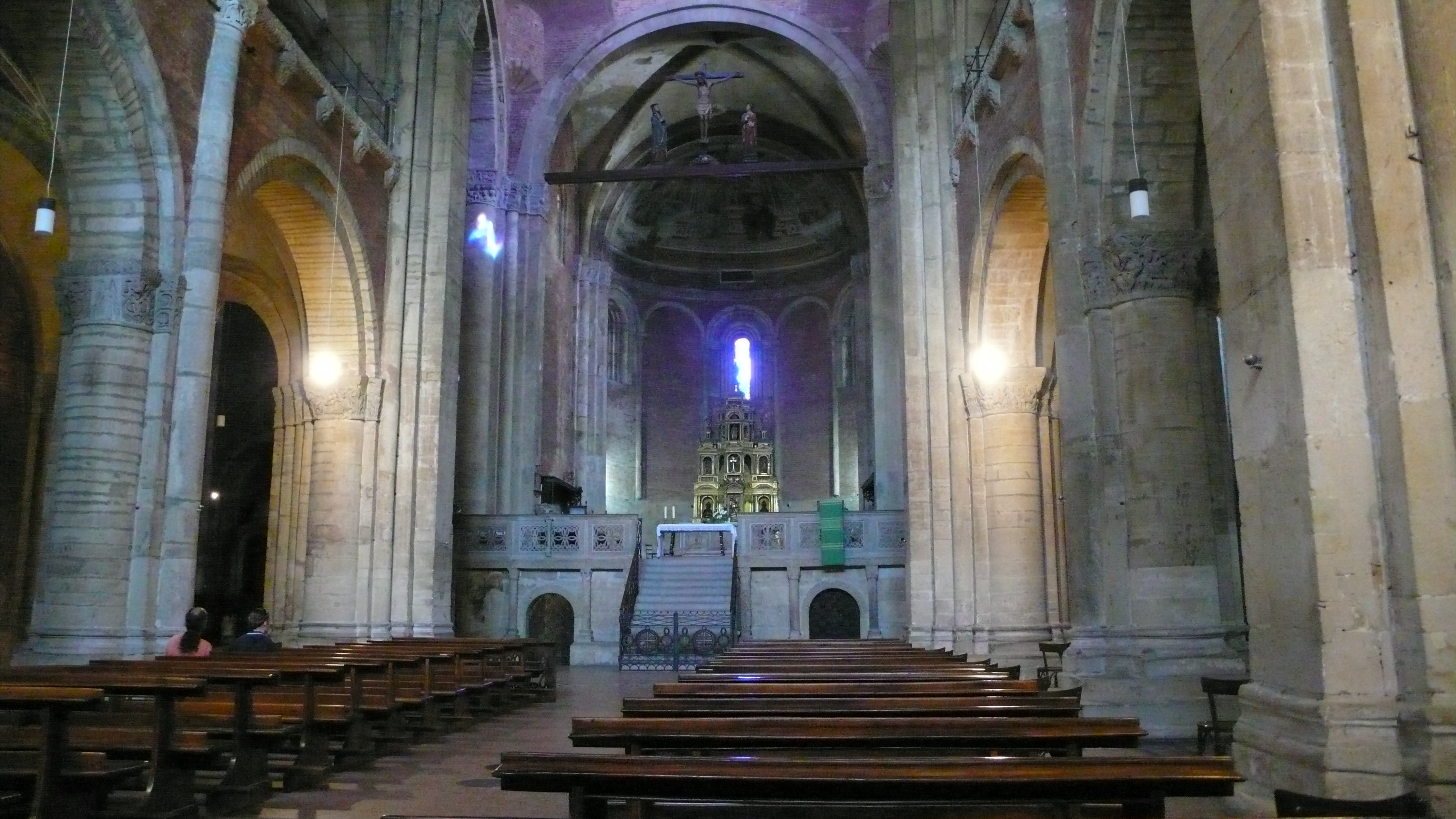
Hauptschiff zum Chor.
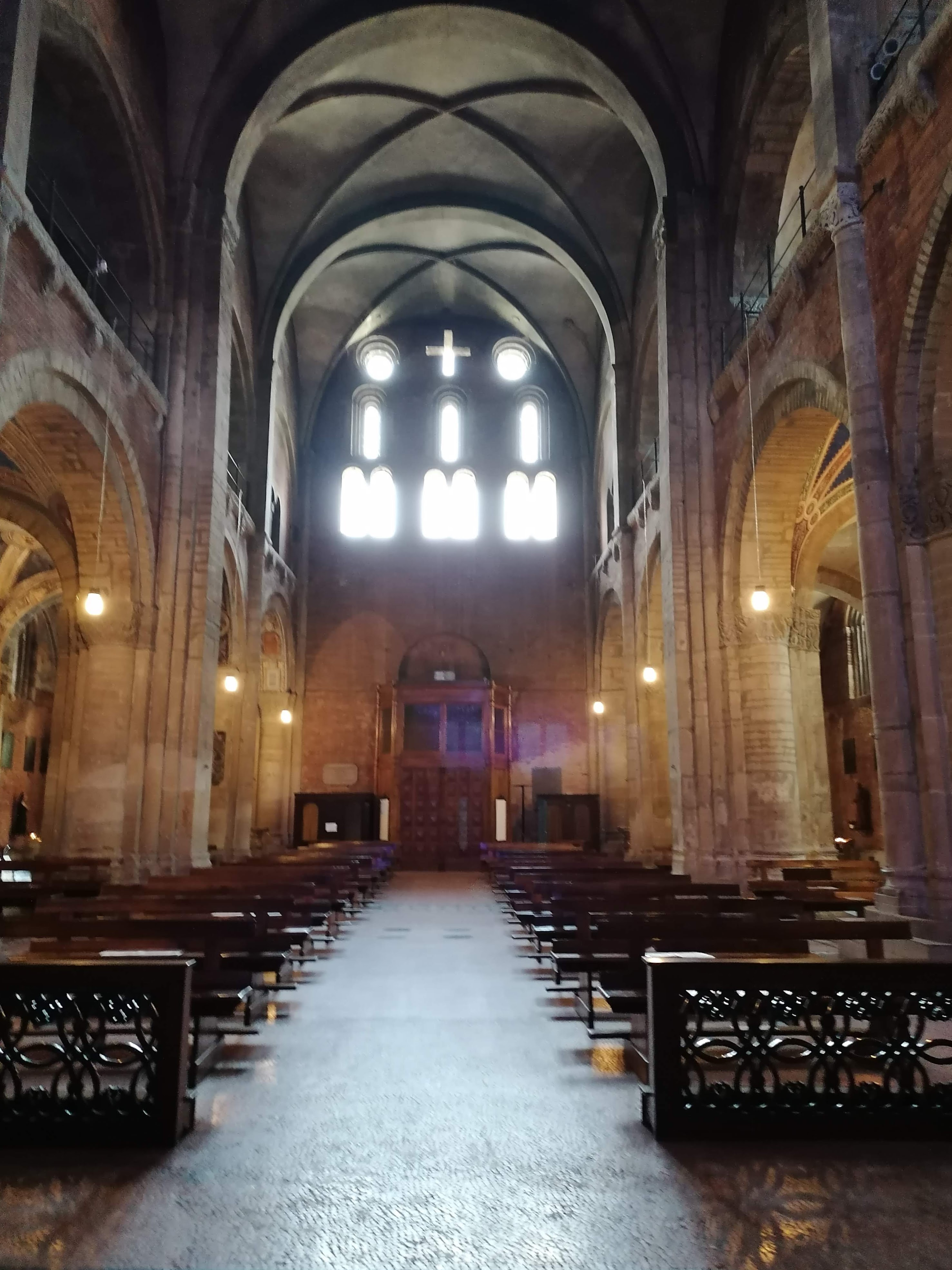
Die Gegenfassade der Kirche.
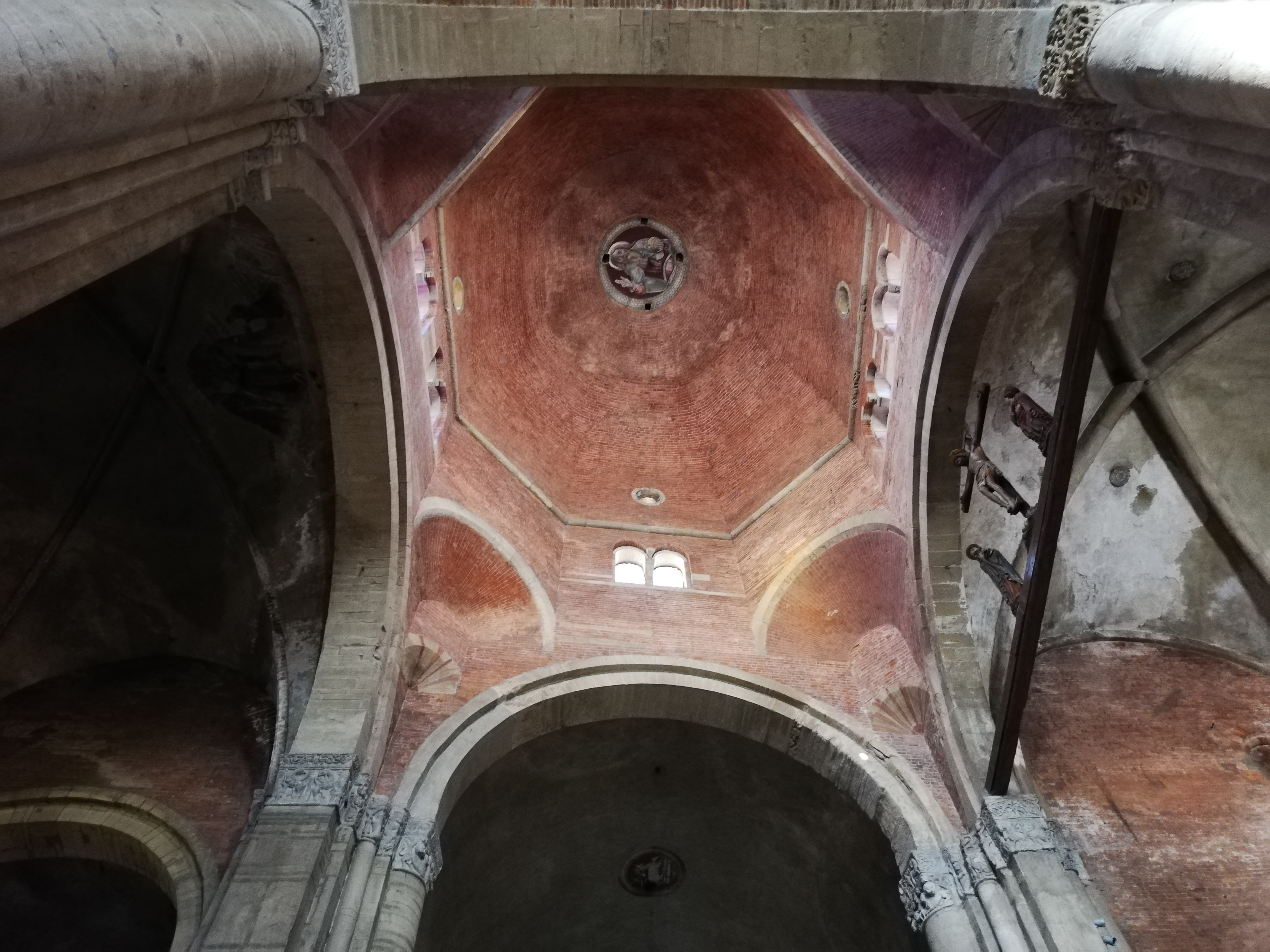
Vierungskuppel mit Tonnengewölbe des Querschiffs und Kreuzrippengewölbe des Chorjochs.
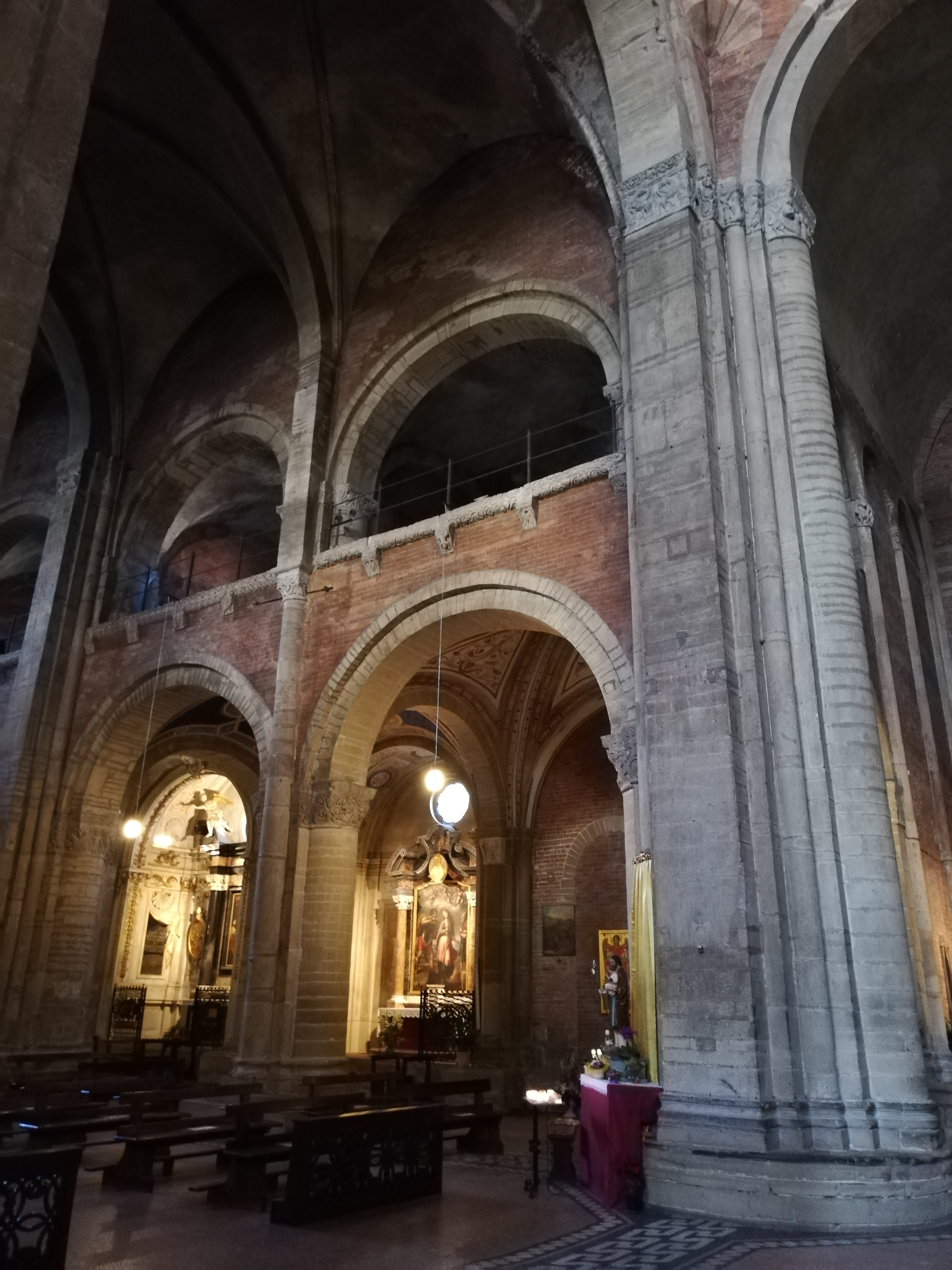
Echte Empore über dem Seitenschiff.
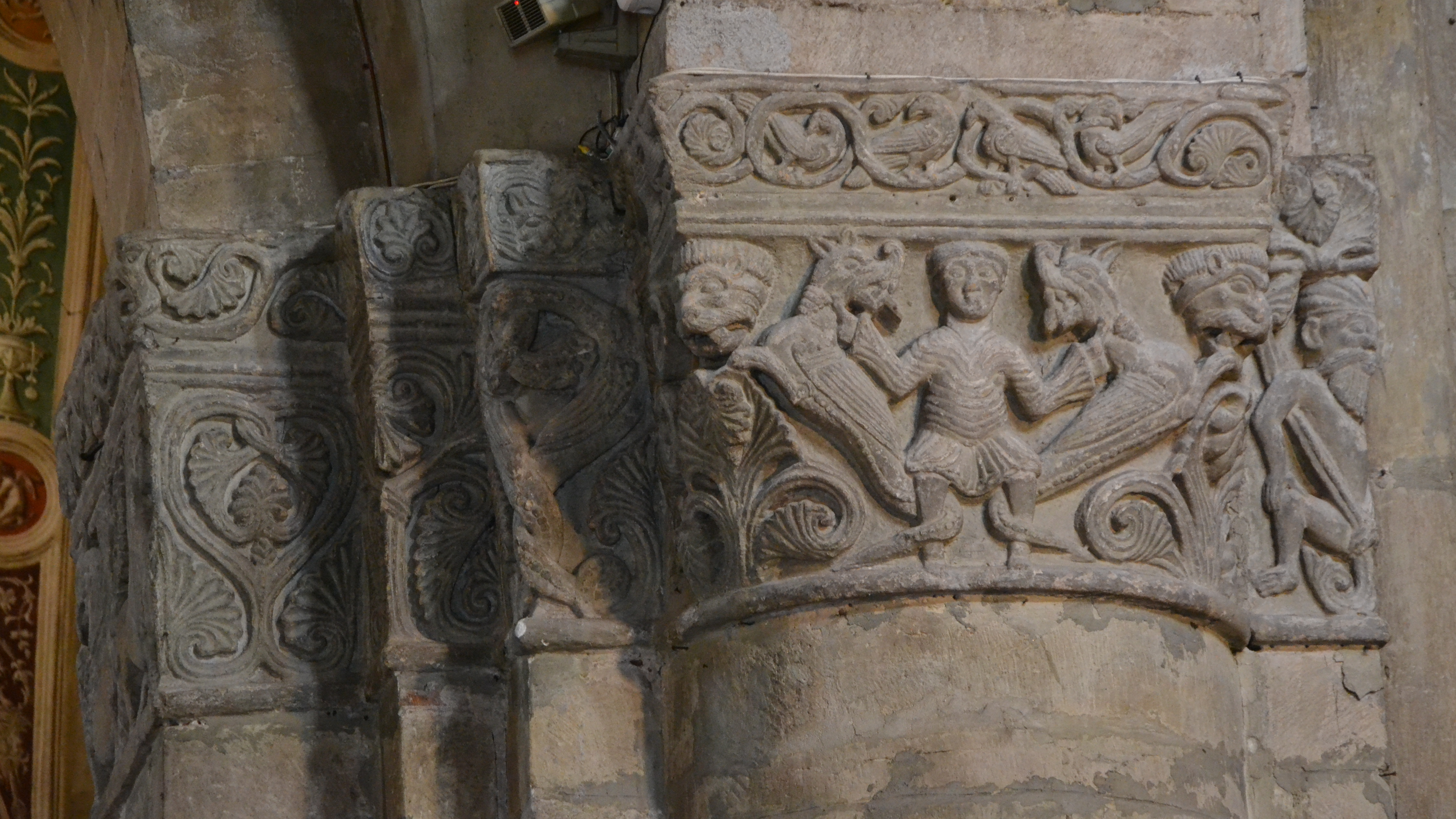
Eine der Kapitelle der Säulen des Hauptschiffs.

Beim Betreten der Fassade, auf der rechten Seite, das Gewölbe der ersten Spannweite bewahrt ein Fresko, das die Heiligste Dreifaltigkeit darstellt, umgeben von Sibille, ein Werk in der zweiten Hälfte des sechzehnten Jahrhunderts von Bernardo Cane. Dann folgen mehrere Altäre: Altar der Jungfrau: Das Altarbild, das die Jungfrau zwischen den Heiligen Rochus und Sebastian darstellt, wurde 1601 von Guglielmo Caccia ausgeführt: das Datum wird in dem eleganten geschnitzten Rahmen gelesen. Die Fresken der Kapelle mit den Geschichten von Salomon, David und der Jungfrau Maria wurden 1608 von Giovanni Francesco Romani ausgeführt. Das Gewölbe vor dem Felde mit den Kirchenlehrern, den Evangelisten und Propheten sowie die Verkündigung über dem Bogen des Feldes sind das Werk von Bernardino Lanzani (1508).
Auf der linken Seite des Querschiffs befindet sich der Altar der Heiligen Lucia, dessen Altarbild, das das Martyrium der Heiligen darstellt, ein Werk von Guglielmo Caccia ist, und der barocke Altar der Heiligen Anna, reich an barocken Stuckarbeiten, der ein Gemälde enthält, das die Jungfrau mit dem Kind darstellt, San Giuseppe e Sant'Anna ist der Maler von Novara Pietro Antonio de Pietri (1663–1716). Im linken Kirchenschiff befindet sich auch eine große barocke Holzstatue mit der Darstellung der Madonna del Rosario, die 1714 vom mailändischen Bildhauer Giuseppe Sala für die Dominikaner des Heiligen Thomas geschaffen wurde und nach der Auflösung des Klosters in die Basilika kam.
Unter der Apsis mit einem großen Fresko aus dem 15. Jahrhundert, ein Werk von Agostino da Vaprio, befindet sich der Marmoraltar, der Giovannino de Grassi zugeschrieben und 1383 vom Kanoniker Giovanni Sangregorio in Auftrag gegeben wurde, Im Inneren befinden sich die Reliquien der Heiligen Enndius und Eleukadius, während hinter dem Altar die große vergoldete Holzmaschine der Majestät aus dem Jahr 1606 steht. In der rechten Wand des Altars ist die Marmorinschrift eingemauert, die um 521 diktiert wurde und aus lateinischen zweizeiler von Ennodius besteht. Die Wände sind sehr solide, vor allem draußen, verstärkt durch Mauerwerk Strebepfeiler, die den Druck der Gewölbe abwehren. Die Apsis bewahrt die Überreste eines Mosaiks aus dem 12. Jahrhundert, das ein Labyrinth und den Zyklus der Monate darstellt, in dem an der Spitze das Jahr als Herrscher dargestellt wird, der auf dem Thron sitzt, mit einem roten Gewand und einem blauen Mantel, und in der linken Hand hält ein Zepter, Die rechte hält den Globus.

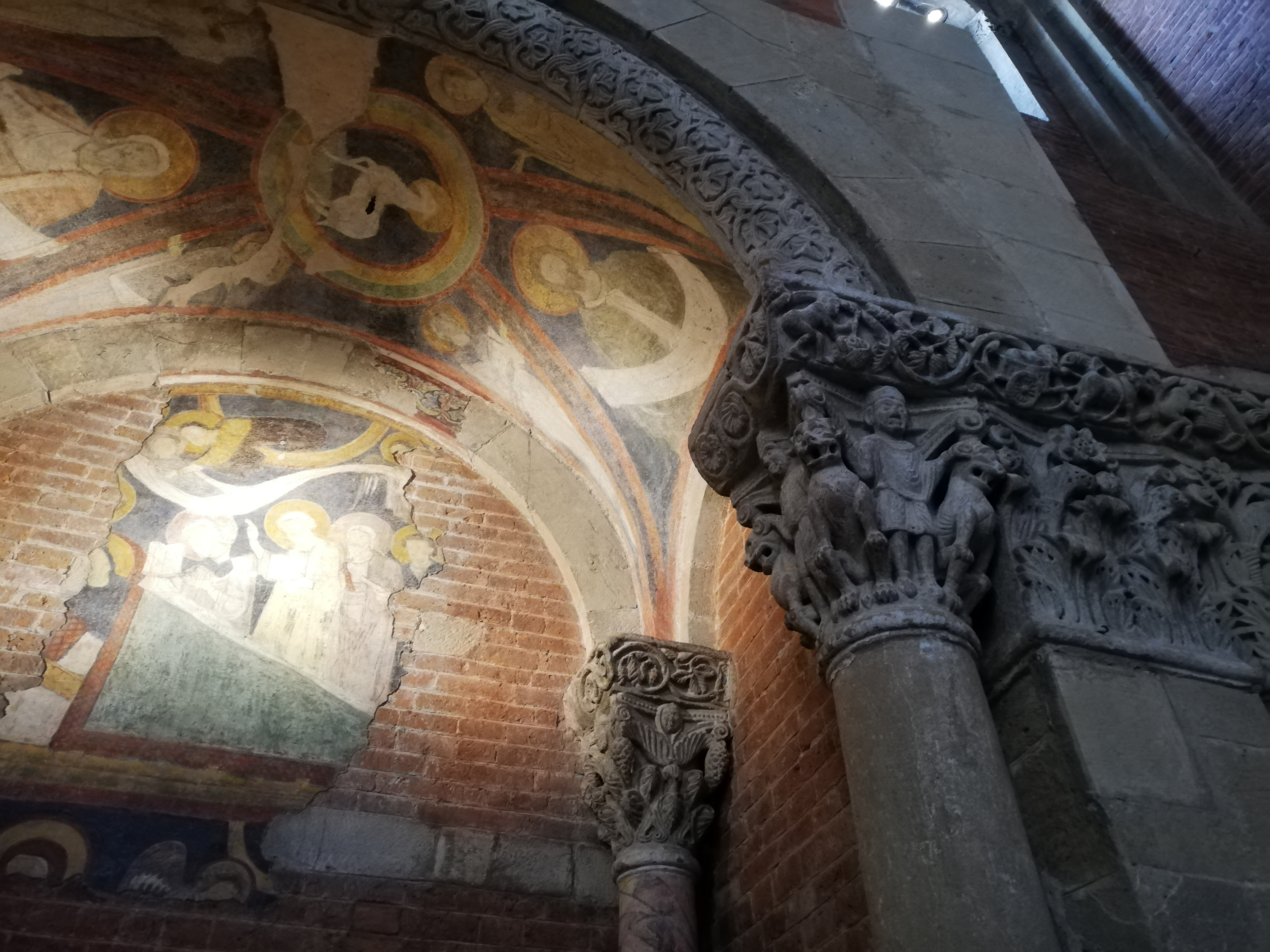
Fresken aus dem 12. Jahrhundert.
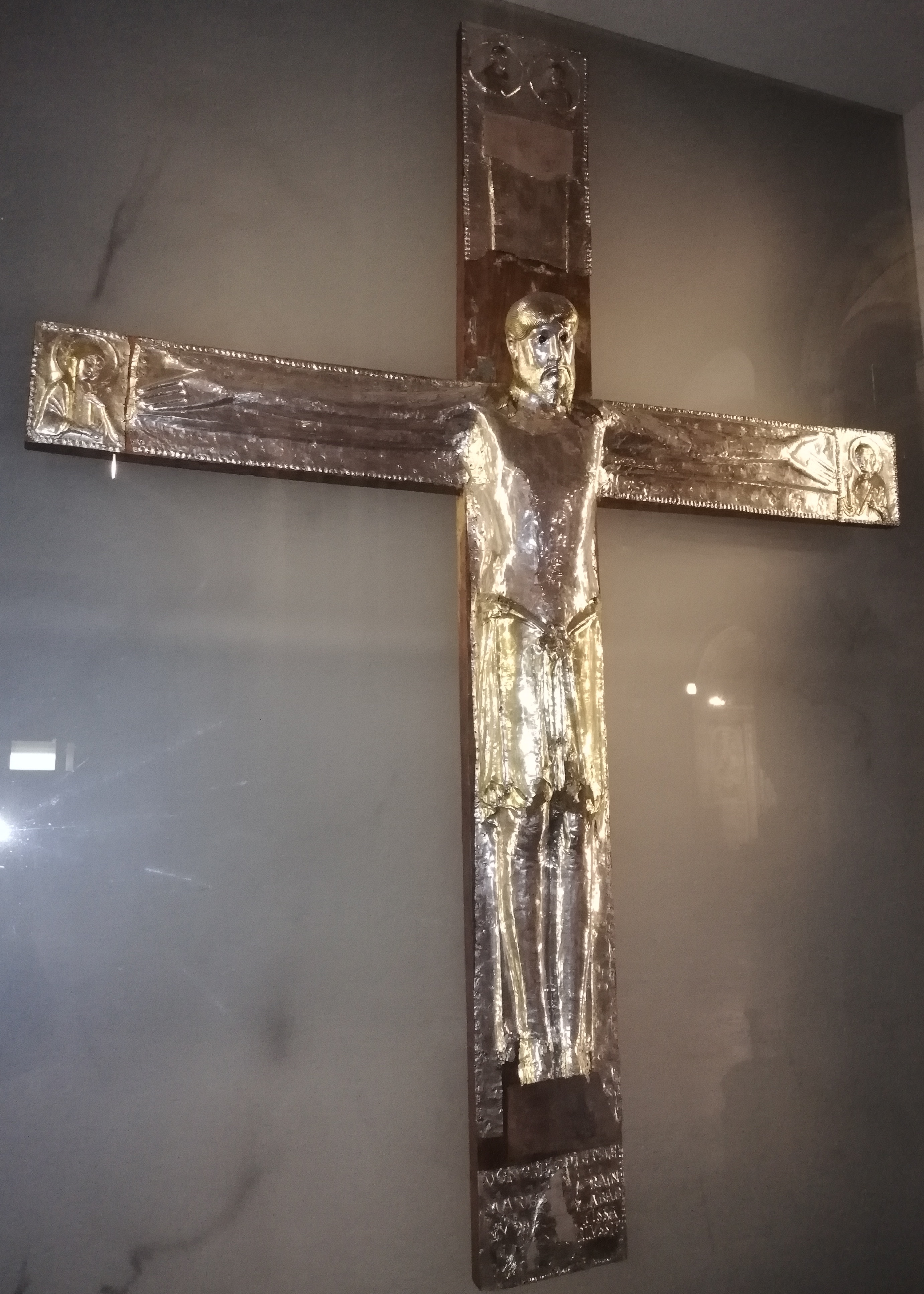
Das silberne Kreuz der Äbtissin Raingarda, 963–965.
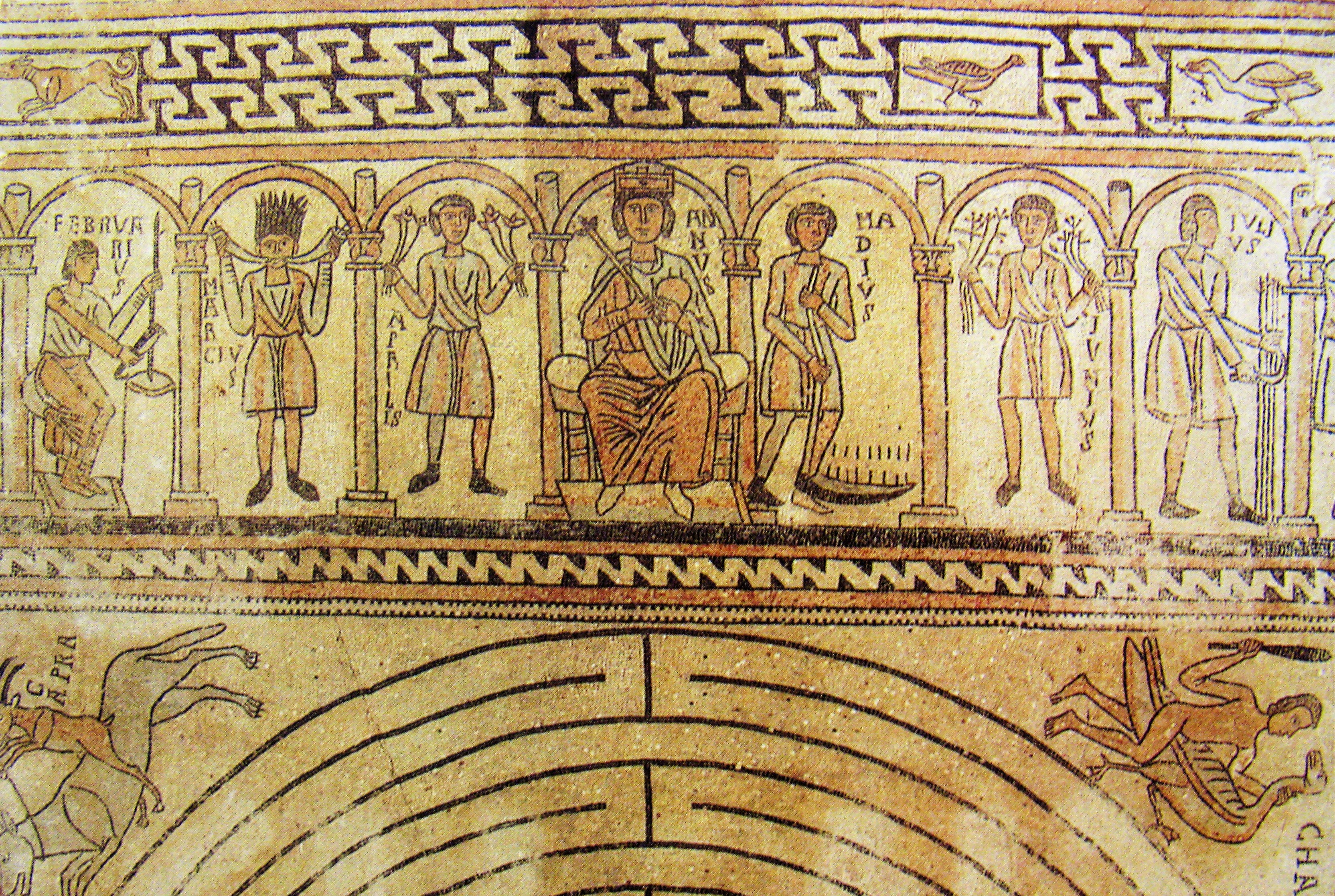
Das Mosaik auf dem Altar mit dem Zyklus der Monate (12. Jahrhundert).
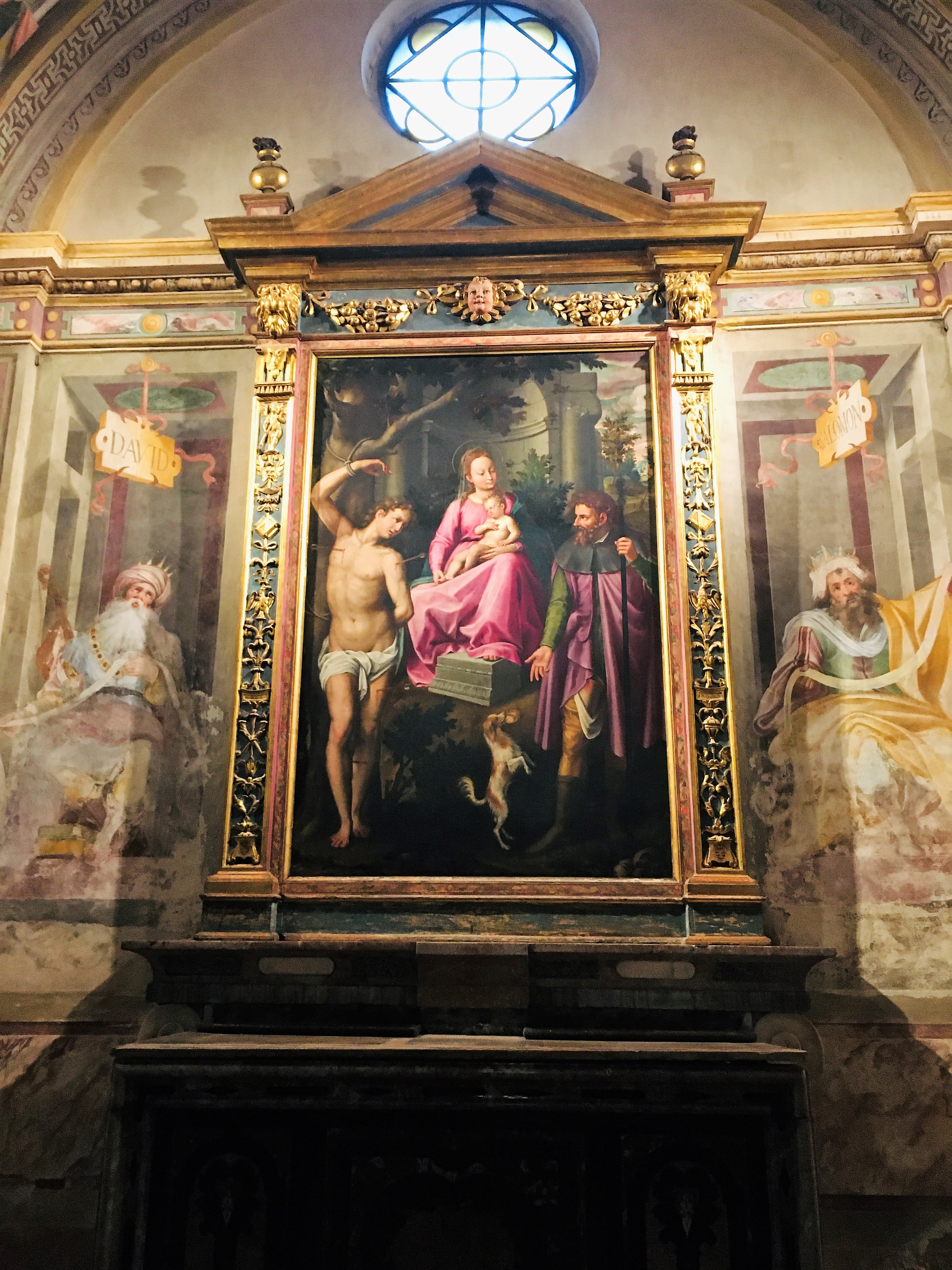
Guglielmo Caccia, Vergine tra i Santi Rocco e Sebastiano, 1601.

#### Krypta
Unter dem Presbyterium befindet sich die Krypta, die durch zwei Reihen von sechs Säulen in drei kleine Schiffe unterteilt ist. Die Kapitelle stammen größtenteils aus dem 12. Jahrhundert und einige von ihnen stellen geflügelte Drachen dar. Einige von ihnen gehören wahrscheinlich zur Krypta der vorherigen Kirche (und stammen daher aus dem 9. Jahrhundert). In der Krypta befindet sich die Marmorarche des seligen Martino Salimbene, ein Werk eines Schülers von Giovanni Antonio Amadeo aus dem Jahr 1491 und links vom Altar eine kleine Marmorstatue, die die Madonna mit Kind darstellt, vielleicht aus der pisanischen oder sienesischen Schule aus dem 13. bis 14. Jahrhundert.
Neben dem Altar der Krypta befindet sich der Schatz von San Brizio, eine Gruppe von liturgischen Supellettilen aus dem 12. Jahrhundert, bestehend aus einem Turibolo, einer Bronzeglocke, einem silbernen Kupferschiff mit eingelassenem Glas, einige hölzerne Pissidi und Fragmente von Seidenstoff und Goldfäden, die 1402 bei der Kirche San Martino Siccomario gefunden und 1407 in die Kirche Santa Maria Capella in Pavia gebracht wurden. 1810, als die Kirche Santa Maria Capella (seit 970 dokumentiert) entweiht wurde, wurde der Schatz in die Basilika überführt. Die Oberschenkel befinden sich in Holzvitrinen mit Friesen aus Silberfolie aus dem Jahr 1765 und wurden irrtümlicherweise bis 1863 als Reliquien von Brictius von Tours gehalten, während in Wirklichkeit die Gegenstände einer Person namens Brictius gehörten, die nicht besser identifiziert wurde.

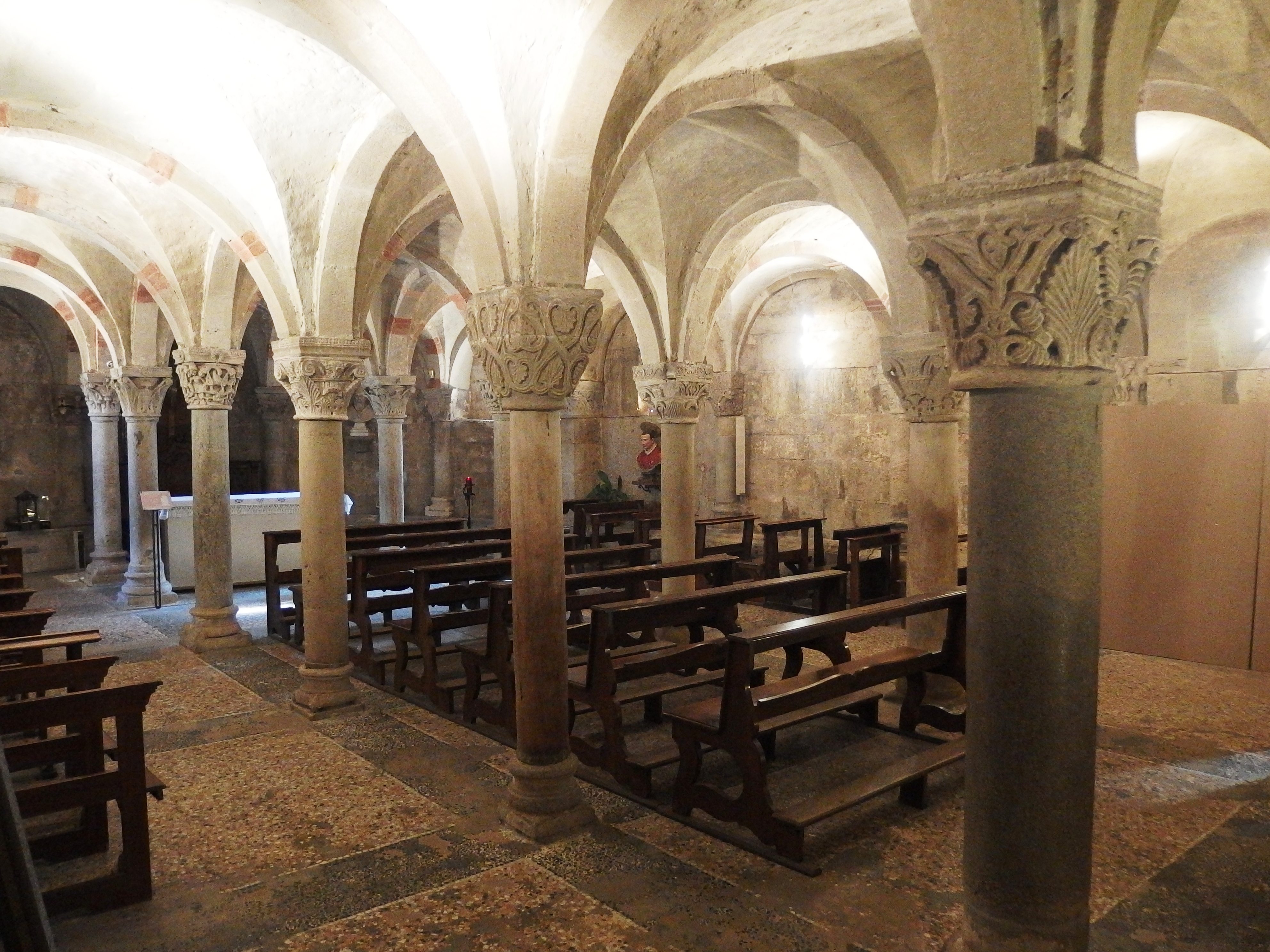
Die Krypta.
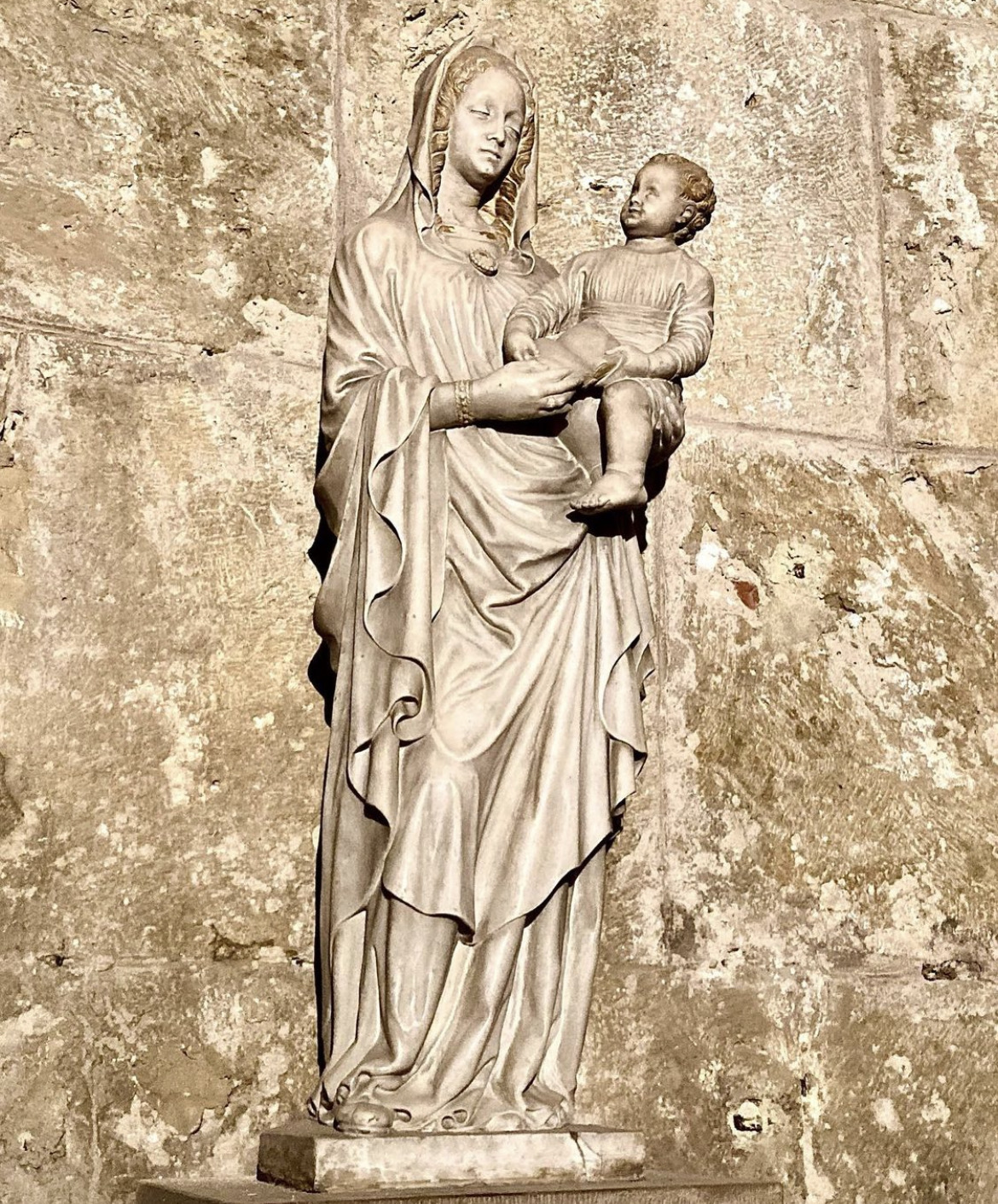
Toskanischer Meister, Madonna mit Kind, erste Hälfte des 14. Jahrhunderts.
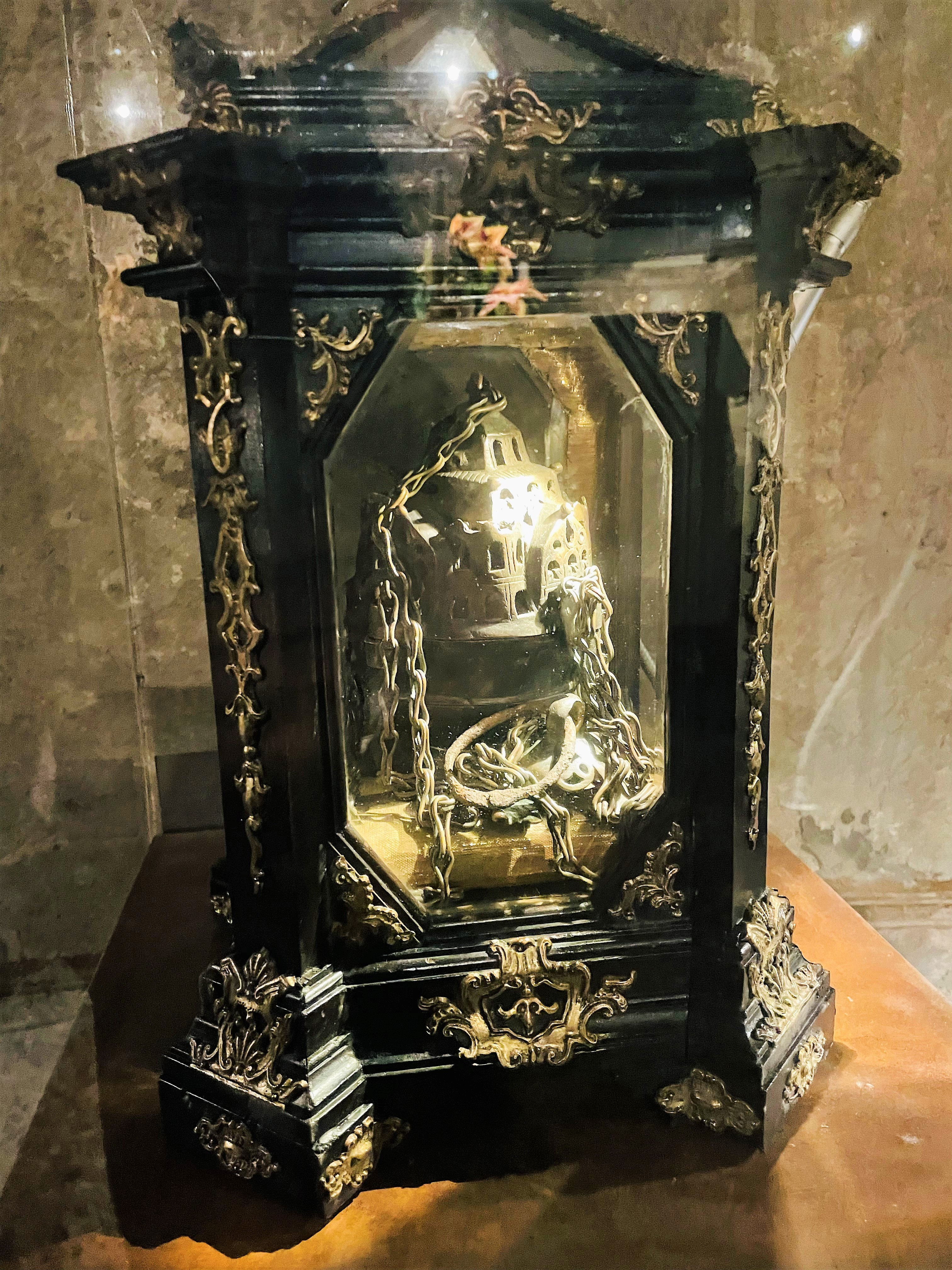
St. Brizius Schatz, Weihrauchfass, 12. Jahrhundert.

#### Die königliche Krönungszeremonie
Das Vorhandensein von zwei Portalen, nördlich und südlich der Basilika und dem monumentalen Querschiff desselben, ein Merkmal, das mehreren deutschen Kaiserkirchen gemeinsam ist, aber in der religiösen Architektur Norditaliens völlig fehlt, unterstreicht die Rolle der Basilika als Sitz der königlichen Krönungen. Die Prozessionen der Inthronisierung des Monarchen begannen auf dem kleinen Platz vor dem nördlichen Portal (Piazzetta Azzani), das die Via Francigena überblickt und ursprünglich die Basilika mit dem Königspalast verband. Die Schrift auf dem Türsturz des Portals lud dazu ein, zu Christus um Erlösung mit einem Begriff zu beten, der im christlichen Mittelalter auch für Gebete zum Wohl des Kaisers verwendet wurde. Auch auf dem Portal erscheint eine zweite Inschrift um eine Engelsfigur: hic est domus refughi atque consultationis, mit klarem Hinweis, in der domus refughi zum domus regi (der königliche Palast).
In der Basilika angekommen, bewegte sich die Prozession auf die vier schwarzen Steine im Mittelschiff zu, auf die der Thron gesetzt wurde. Während des Monats Mai, als die Krönungen im Allgemeinen stattfanden, dringt das Licht von den Fenstern der Apsis und der Laterne zuerst die Figur des Königs-Jahres, die an der Spitze des Mosaiks des Labyrinths auf dem Hauptaltar und dann des Lichtstrahls platziert ist, zwischen 10.30 und 11.00 Uhr morgens, erstreckt sich über die fünf Steine.
Am Ende der Zeremonie verließ die Prozession die südliche Tür (mit Blick auf die Via Capsoni), die Porta Speciosa, wo die Traditio Legis dargestellt wird, auch eine Darstellung der Lehre von Gelasius I. über die Gewaltenteilung in der christlichen Welt: die der Kirche und die des Reiches.